# Cokeville Assets
Cokeville Assets Inc. je společnost se základním kapitálem ve výší 50 tisíc dolarů registrovaná na Britských panenských ostrovech, která měla organizační složku registrovanou v Praze, jejímž jednatelem byl právník Peter Kmeť. 
Firma je spojována s lobbistou Ivo Rittigem a právní kanceláří MSB Legal, figuruje v několika trestních kauzách.

## Kauza Oleo Chemical
Firma Oleo Chemical v letech 2010 až 2012, kdy dodávala bionaftu do pražského dopravního podniku, spolupracovala s firmou Cokeville Assets. Na toto propojení už v prosinci 2012 upozornil Karel Randák z Nadačního fondu proti korupci.
V září 2014 Útvar pro odhalování organizovaného zločinu zadržel některé advokáty kanceláře MSB Legal v souvislosti s firmou Oleo Chemical, která měla dodávat předraženou bionaftu pro pražský dopravní podnik. Policie obvinila 10 lidí z několik trestných činů včetně krácení daně a porušení povinnosti při správě cizího majetku. Obvinění podle policie pracovali jako organizovaná skupina, vyváděli peníze z firmy Oleo Chemical. 
Podle obžaloby z Oleo Chemical prošlo asi 20 milionů korun přes Cokeville Assets na dva účty Ivo Rittiga. 

## Kauza jízdenek pro pražský dopravní podnik
Nadační fond proti korupci vznesl obvinění, že  Ivo Rittig získal desítky milionů korun z pražského dopravního podniku. Společnost Neograph, která pro dopravní podnik dodávala jízdenky, měla uzavřenou smlouvu s firmou Cokeville Assets Inc. a za zprostředkování smlouvy měla tato společnost dostávat z každého lístku 17 haléřů. Karel Randák z protikorupčního fondu tvrdí, že firma Cokeville má smlouvu o spolupráci s Rittigem, na jejímž základě má firma Rittigovi vyplácet provize ve výši 160 tisíc eur měsíčně a procenta ze zisku. Rittig se proti tomu ostře ohradil a uvedl, že je „šokován, jak bezostyšnému osočení byl vystaven".
V roce 2013 policie v této kauze obvinila 5 lidí, včetně bývalého generálního ředitele dopravního podniku Martin Dvořák. Dne 13. února 2014 byl při policejní razii zadržen a obviněn Rittig, podle státní zástupkyně by mělo jít o trestný čin legalizace výnosů z trestné činnosti související s pražským dopravním podnikem. Spolu s ním policie obvinila právníka MSB Legal Davida Michala, jednatele tiskárny Neograph Jana Janků a bývalého jednatele Cokeville Assets Petera Kmetě.
V únoru 2017 navrhla policie podání obžaloby na 18 obviněných, včetně lobbisty Ivo Rittiga.